# Franz Christoph (Politiker)
Franz Christoph (* 3. Dezember 1877 in Velm; † 21. Dezember 1946 in Brunn am Gebirge) war ein österreichischer Politiker der Sozialdemokratischen Arbeiterpartei Österreichs (SDAP).

## Ausbildung und Beruf
Nach dem Besuch der Lehrerbildungsanstalt in Wiener Neustadt hielt Franz Christoph zunächst Fachkurse für Verwaltung und Statistik ab. Zwischen 1897 und 1899 war er Lehrer in Stixneusiedl. Ab 1900 war er Bahnbeamter, wo er als Oberinspektor pensioniert wurde.

## Politische Funktionen
- 1921–1927: Abgeordneter zum Niederösterreichischen Landtag und Landeshauptmann-Stellvertreter
- 1. Dezember 1920 – 12. Mai 1921 und 20. Mai 1927 – 24. April 1931: Mitglied des Bundesrats